# Pacho el Antifeka
Neftalí Álvarez Núñez (Cataño, 24 de marzo de 1981-Bayamón, 1 de junio de 2023), conocido artísticamente como Pacho el Antifeka, Pacho Alqaedas o simplemente Pacho, fue un cantante puertorriqueño de reguetón y hip hop latino.
Su carrera despegó en 2010, luego de formar parte del dúo Pacho & Cirilo, mismo que fue presentado por el cantante Kendo Kaponi dentro del sello discográfico Alqaedas Inc.
Durante 2015, tuvo problemas con la justicia y el dúo con su compañero se disolvió. Ya para 2017, luego de ser puesto en libertad, tuvo una carrera exitosa como solista, logrando hacer colaboraciones con cantantes como Daddy Yankee en «Como soy», con Nicky Jam en «Triste», entre otros más.

## Carrera

### 1997-2003: Inicios
Comenzó su carrera en 1997 con su compañero Isaac formando el dúo Pacho & Kruger, el cual apareció por primera vez en la producción Funky Town '98 con la canción «Tu eres mi girl», en los años siguientes aparecería en las dos primeras producciones de La Misión y Boricua NY, en donde lograron cierta notoriedad pero no fue hasta 2002 cuando participaron en la producción Planet Reggae con la canción «Dale lo que pide», con la cual lograron despegar su carrera.
Lanzaron su primer y único álbum de estudio titulado Los negritos del momento, el cual contó con doce canciones, sin embargo, para 2003 aparecerían por última vez como dúo en la producción Ground Zero: El nuevo comienzo, posteriormente ambos artistas no se les vio por varios años.

### 2009-2014: Pacho y Cirilo y éxito internacional
Durante 2009, apareció en algunas canciones junto a Nanz y Cirilo, pero no fue hasta 2010 cuando fue presentado por Kendo Kaponi cuando empezó a ganar cierta notoriedad, en 2011 creó junto a Kaponi y Cirilo el sello Alqaedas Inc, dónde terminó siendo la cara principal formando parte de un dúo con Cirilo con canciones como «Me van a dar», «Sentimientos de un gangster» con Wibal & Alex, Autentico El Imparable y Ñengo Flow, y «La disco se encendió», las que lograron alcanzar varios millones de reproducciones durante 2011 y 2012.
En 2013, lanzaron su primer y único álbum de estudio titulado Los dueños de la calle: con humildad y respeto, el cual contó con colaboraciones de De La Ghetto, Luigi 21 Plus, J Alvarez, Ñengo Flow, así como canciones como «Los rápidos pa' las misiones» y «Pregúntale a la luna». En los siguientes años, publicarían canciones como «Odiada por muchas» y «El que tenga miedo que se quite», las cuales tuvieron repercusión.

### 2015-2023: Carrera como solista yAll Star Game
Comenzarían 2015, lanzando el sencillo «No tengas miedo» el cual formaría parte de su segundo álbum de estudio The Loyalty, hasta que ese mismo año, el cantante sería arrestado por posesión de armas y de esta manera, el dúo se disolvería.
Desde aquí, su carrera quedaría medianamente pausada grabando algunas canciones, una de ellas sería su participación en la remezcla de «Me quieren matar» de Kendo Kaponi en donde su participación fue grabada en mala calidad desde la federal en donde cumplía su sentencia.
Luego de ser puesto en libertad en 2017, comenzaría una carrera como solista de manera profesional y ganaría notoriedad en los años posteriormente gracias a canciones como «Cuidao», «Como soy», «No te veo», entre otros más.
En 2021, lanzaría su único álbum de estudio como solista, el cual se tituló All Star Game contando con varias colaboraciones como Wisin & Yandel, Arcángel, Rauw Alejandro, incluso con su compañero Cirilo.

## Muerte y legado
El 1 de junio de 2023, Pacho fue asesinado en Bayamón, a consecuencia de varios impactos de bala, cerca de San Juan, en las inmediaciones de un centro comercial. Fue asesinado después de comprar en la zona comercial y subir a su auto, en el análisis de las balas se encontraron tres calibres diferentes de armas.

“No soy quién para juzgar la vida personal de nadie, pero sí puedo juzgar el trato que me den las personas; basado en ese juicio, puedo escoger mis amistades. Estoy consciente que usted siempre me trató con respeto, aprecio, honestidad, sinceridad y lealtad"
Daddy Yankee sobre Pacho

Su muerte fue lamentada por varios cantantes y conocidos como Daddy Yankee, Farruko, Nicky Jam, Ñengo Flow, Yovngchimi, entre otros. En 2024, el alcalde de Cataño, Julio Alicea Vasallo, comentó que el asesinato de Pacho se debió a un ajuste de cuentas.

## Discografía

### En solitario

#### Álbumes de estudio
- 2021: All Star Game

#### Álbumes colaborativos
- 2002: Los negritos del momento (con Kruger)

### Con Pacho y Cirilo

#### Álbumes de estudio
- 2013: Los dueños de la calle: con humildad y respeto

#### Álbumes recopilatorios
- 2015: Los Alqaedas Vol. 1
- 2015: Los Alqaedas Vol. 2
- 2015: Los Alqaedas Vol. 3